# Forest Flora of British Burma
Forest Flora of British Burma (abreviado Forest Fl. Burma) es un libro con ilustraciones y descripciones botánicas que fue escrito por el botánico alemán y director del Jardín de Bogor, provincia de Java Occidental y de Kolkatta Wilhelm Sulpiz Kurz y publicado en 2 volúmenes en el año 1877.